# Спрекелія найпрекрасніша
Спреке́лія найпрекра́сніша (Sprekelia formosissima) — багаторічна рослина родини амарилісових, відома також під назвами ацте́цька лі́лія, якобі́нська лі́лія, амари́ліс найпрекра́сніший. Декоративна культура відкритого і захищеного ґрунту.

## Назва
Латинська й українська видові назви надані цій рослині через особливо привабливий і гармонійний вигляд квіток, який вирізняє її поміж іншими представниками роду. Назва «ацтецька лілія» сягає часів колонізації Америки: перші європейці помітили, що ацтеки часто використовували квіти спрекелії найпрекраснішої у своїх святкових церемоніях. Стосовно назви «якобінська лілія» існує три версії:
1. спрекелія найпрекрасніша стала відома в Європі за часів правління короля Якова I;
2. цвітіння рослин часто припадає на свято Святого Якова (25 липня);
3. квіти спрекелії мають двосторонню симетрію і нагадують формою хрест лицарів Ордену Святого Якова.

Спочатку вид був описаний як амариліс найпрекрасніший (Amaryllis formosissima), тому в літературі з квітникарства зрідка можна зустріти і цю застарілу назву.

## Опис

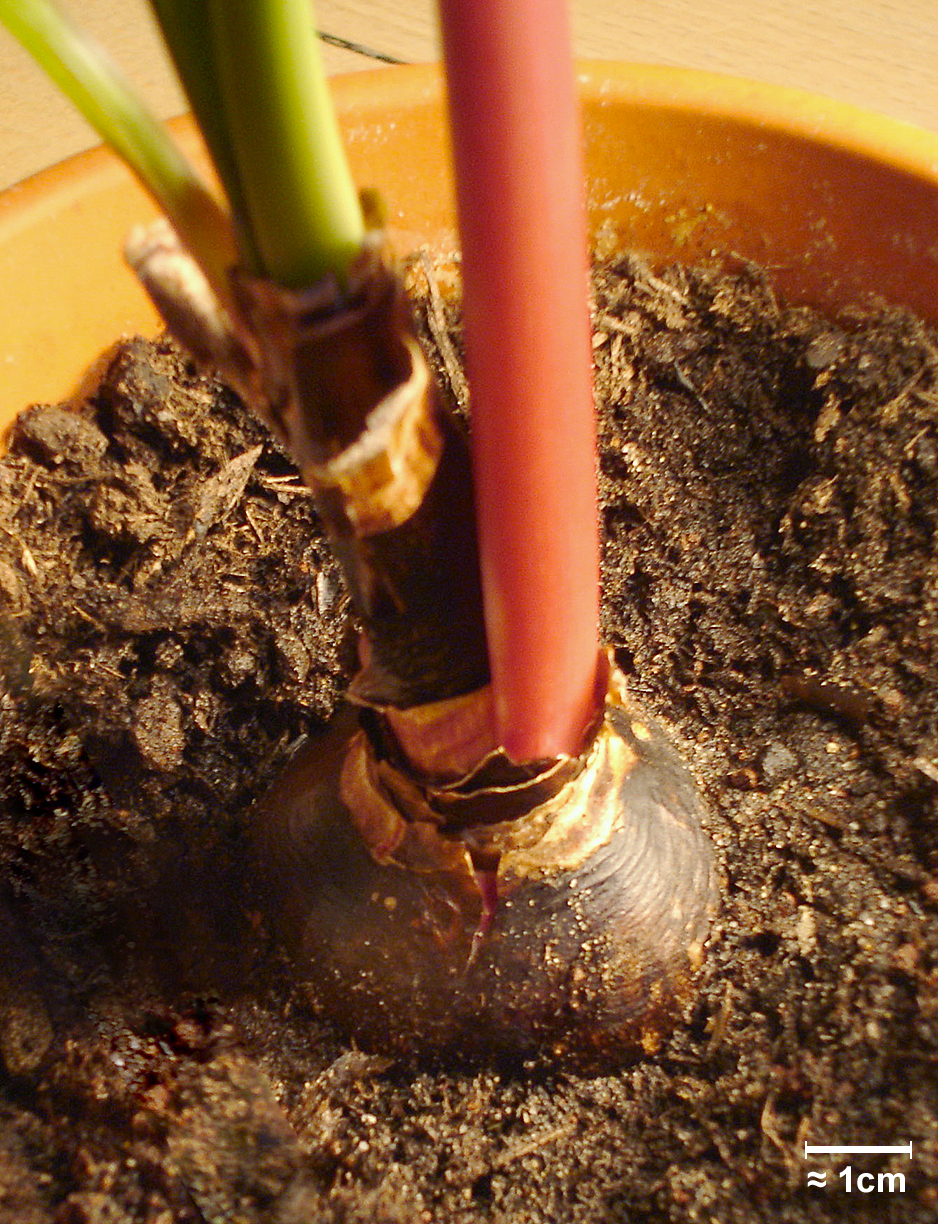
Бульбоцибулина (ліворуч помітно основи листків, праворуч — квітконіс)

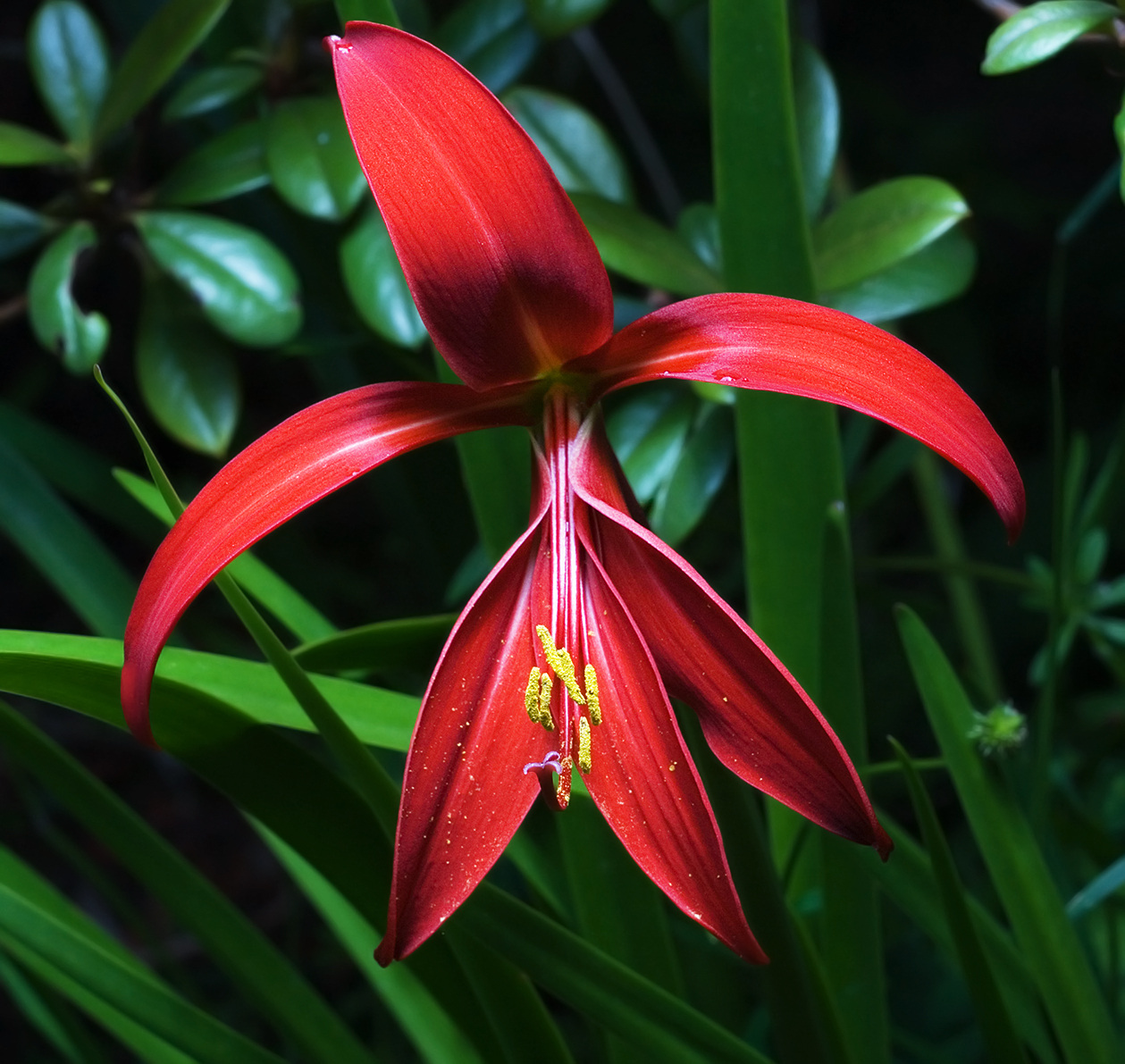
Вигляд розкритої квітки

Трав'яниста рослина заввишки 10-50 см. Бульбоцибулина до 35 см завдовжки, кругла, вкрита темно-коричневими лусками. Листки нечисленні, ланцетні або мечеподібні, зелені, з'являються наприкінці цвітіння. Квітконіс голий, гладкий, круглий у перерізі, порожнистий, червонуватий у верхній частині, більш яскравий біля основи. Зазвичай кожна рослина формує один квітконіс, але інколи їх може бути кілька.
Квітки поодинокі, двостатеві, зигоморфні, вогняно-червоні, до 12 см завширшки. Пелюсток 6, з них 3 верхніх вільні, широковідігнуті, а 3 нижніх згруповані таким чином, що їх основи формують незамкнену коротку трубку. Тичинки ниткоподібні, довгі, спрямовані донизу; пиляки жовті. Маточка з довгим червоним стовпчиком, що загинається догори, та трилопатевою приймочкою. Плід — куляста тригнізда коробочка. Насіння плоске, чорне.

## Екологія та поширення
Вид світло- і теплолюбний. Розмножується насінням і вегетативно (поділом бульбоцибулин). Квітне зазвичай у травні-червні, інколи повторно у вересні. В культурі цвітіння може тривати все літо, а в теплих країнах воно взагалі не прив'язане до якогось сезону. Цвітіння однієї квітки коротке, триває декілька днів. Як і багато інших цибулинних рослин, спрекелія найпрекрасніша має виражену циклічність розвитку. Після цвітіння листки відмирають і рослина переходить до стадії спокою, яка переривається цвітінням наступного року. Сіянці досягають повного розвитку у 2-5 років.
Рослини стійкі до більшості поширених збудників і шкідників, втім, небезпечним шкідником спрекелії найпрекраснішої є муха-зубарик Merodon equestris, личинки якої живляться цибулинами. Хоча природні осередки цієї комахи розташовані в Автономній Республіці Крим, Івано-Франківській та Закарпатській областях, головним шляхом зараження залишається завезення імпортного садівного матеріалу.
Первинний ареал спрекелії найпрекраснішої охоплював Мексику, Гватемалу і Гондурас, де вона зростала на скелястих схилах. Наразі натуралізована на островах Мікронезії. Крім того, рослина поширена у культурі в багатьох країнах світу.

## Застосування
Витончена форма квітки та її яскраве забарвлення роблять спрекелію однією з найефектніших рослин поруч з ліліями та орхідеями. Її застосування різниться в залежності від регіону вирощування. В теплих країнах спрекелію найпрекраснішу культивують у відкритому ґрунті, висаджуючи восени. В країнах помірного поясу вирощують в оранжереях та кімнатах, висаджуючи в горщики або в ґрунт навесні через кілька тижнів після останніх приморозків. Восени після відмирання листків рослини заносять у закрите приміщення і тримають до наступної весни при температурі близько 12 °C.
Вирощують рослини при повному освітленні або у напівзатінку, в захищених від вітру місцях (інакше листя може полягати). Висаджують на відстані 12-30 см таким чином, щоб верхівка бульбоцибулини розташовувалась над поверхнею землі. Поливають помірно, уникаючи застою води. Найкраще ця рослина розвивається на поживних, нейтральних або слаболужних, добре дренованих, глинистих чи піщаних ґрунтах. Інколи культивовані рослини можуть цвісти двічі на рік, але частіше квітнуть через рік. В культурі насіння зав'язується рідко, тому основним способом розмноження залишається вегетативний. Поширеними помилками при вирощуванні спрекелії найпрекраснішої є надмірний полив і недостатнє освітлення, які можуть призвести до посиленого поділу бульбоцибулин і надмірного розвитку листків на шкоду цвітінню або до загнивання бульбоцибулин.
Квіти спрекелії найпрекраснішої придатні для зрізу на букети. Існує дві похідні декоративні форми: Sprekelia formosissima ringens з жовтими плямами на верхніх пелюстках і Sprekelia formosissima Karwinski з білою облямівкою по краях пелюсток.

## Синоніми
- Amaryllis formosa Salisb.
- Amaryllis formosissima L.
- Amaryllis karwinskii Zucc.
- Hippeastrum formosissimum (L.) Loudon
- Sprekelia clintiae Traub
- Sprekelia glauca Lindl.
- Sprekelia heisteri Trew ex Kunth
- Sprekelia karwinskii (Zucc.) M.Roem.
- Sprekelia ringens C.Morren
- Sprekelia stenopetala Lem.[1]